# Erigone tenuimana
Erigone tenuimana är en spindelart som beskrevs av Simon 1884. Erigone tenuimana ingår i släktet Erigone och familjen täckvävarspindlar. Inga underarter finns listade i Catalogue of Life.